# ناتاليا شيبارد
ناتاليا شيبارد (بالإنجليزية: Natalia Sheppard)‏ هي مبارزة بالسيف بريطانية، ولدت في 27 مايو 1984 في غدانسك في دوقية بوميرانيا.

## وصلات خارجية
- ناتاليا شيبارد على موقع الاتحاد الدولي للمبارزة (الإنجليزية)
- ناتاليا شيبارد على موقع الاتحاد الأوروبي للمبارزة (الإنجليزية)
- ناتاليا شيبارد على موقع اللجنة الأولمبية الدولية (الإنجليزية)
- ناتاليا شيبارد على موقع أوليمبيديا (الإنجليزية)
- ناتاليا شيبارد على موقع اللجنة الأولمبية البريطانية (الإنجليزية)